# Sabulodes subcaliginosa
Sabulodes subcaliginosa là một loài bướm đêm trong họ Geometridae.